# Kanton Oust
Oust is een voormalig kanton van het Franse departement Ariège. Het kanton maakte deel uit van het arrondissement Saint-Girons.
Het kanton werd bij toepassing van het decreet van 18 februari 2014 op 22 maart 2015 opgeheven en met de kantons La Bastide-de-Sérou, Massat en 10 gemeenten van het kanton Saint-Girons samengevoegd tot het kanton Couserans Est.

## Gemeenten
Het kanton omvatte de volgende gemeenten:
- Aulus-les-Bains
- Couflens
- Ercé
- Oust (hoofdplaats)
- Seix
- Sentenac-d'Oust
- Soueix-Rogalle
- Ustou